# 16516 Efremlevitan
16516 Efremlevitan este un asteroid din centura principală de asteroizi.

## Descriere
16516 Efremlevitan este un asteroid din centura principală de asteroizi. A fost descoperit pe 15 noiembrie 1990 la Observatorul de Astrofizică din Crimeea de Liudmila Cernîh. Asteroidul prezintă o orbită caracterizată de o semiaxă mare de 2,29 ua, o excentricitate de 0,15 și o înclinație de 3,4° în raport cu ecliptica.